# Phillippa Langrell
Phillippa Maree Langrell (Timaru, 4 de julio de 1972) es una deportista neozelandesa que compitió en natación.
Ganó una medalla de plata en el Campeonato Pan-Pacífico de Natación de 1991, en la prueba de 1500 m libre. Participó en los Juegos Olímpicos de Barcelona 1992, ocupando el cuarto lugar en la prueba de 800 m libre.

## Palmarés internacional
| Campeonato Pan-Pacífico | Campeonato Pan-Pacífico | Campeonato Pan-Pacífico | Campeonato Pan-Pacífico |
| Año                     | Lugar                   | Medalla                 | Prueba                  |
| ----------------------- | ----------------------- | ----------------------- | ----------------------- |
| 1991                    | Edmonton (Canadá)       | Medalla de plata        | 1500 m libre            |